# Joyce Beatty
Joyce Beatty, née le 12 mars 1950 à Dayton, est une femme politique américaine, membre du Parti démocrate. Elle représente le 3e district de l'Ohio à la Chambre des représentants des États-Unis depuis le 3 janvier 2013.
Elle est arrêtée par la police avec une dizaine de personnes en juillet 2021 alors qu'elle manifestait dans un bâtiment du Sénat contre les lois de restriction du droit de vote dans plusieurs États du sud des États-Unis.